# La prisión (canción)
«La prisión» es una canción del cantante puertorriqueño Ñengo Flow. Se lanzó el 28 de noviembre de 2019 como el sencillo principal de la producción The Goat.

## Antecedentes y curiosidades
El 25 de noviembre de 2019 se anunció el lanzamiento del sencillo mediante un 'preview' que se lanzó bajo el canal del artista.
La canción contiene un sample de la canción «El preso» de Wilson Manyoma, el cual lleva la frase "Te hablo desde la prisión" al inicio de la canción del mismo.

## Vídeo musical
El video musical fue grabado en una corte de Miami y en el podemos observar al artista vestido de prisionero mientras 'un juez dicta su sentencia' por haberse portado mal con una mujer. La canción habla de una historia de un hombre que no tuvo el mejor comportamiento con su pareja y esta ya no lo quiere volver a ver.